# Васильевское (сельское поселение, Удмуртия)
Васильевское — упразднённое муниципальное образование со статусом сельского поселения в Красногорском районе Удмуртии Российской Федерации.
Административный центр — село Васильевское.
Законом Удмуртской Республики от 30.04.2021 № 39-РЗ к 23 мая 2021 года упразднено в связи с преобразованием муниципального района в муниципальный округ.

## История
Статус и границы сельского поселения установлены Законом Удмуртской Республики от 28 января 2005 года № 2-РЗ «Об установлении границ муниципальных образований и наделении соответствующим статусом муниципальных образований на территории Красногорского района Удмуртской Республики».

## Население
| 2010 | 2012 | 2013 | 2014 | 2015 | 2016 | 2017 |
| ---- | ---- | ---- | ---- | ---- | ---- | ---- |
| 649  | ↘629 | ↘595 | ↘572 | ↘538 | ↘529 | ↘502 |
| 2018 | 2019 | 2020 |      |      |      |      |
| ↘477 | ↘456 | ↘437 |      |      |      |      |

## Состав сельского поселения
| №  | Населённый пункт | Тип населённого пункта       | Население |
| -- | ---------------- | ---------------------------- | --------- |
| 1  | Артык            | деревня                      | ↘148      |
| 2  | Васильевское     | село, административный центр | ↘244      |
| 3  | Гаинцы           | деревня                      | ↘21       |
| 4  | Демидовцы        | деревня                      | ↗7        |
| 5  | Елово            | деревня                      | ↘21       |
| 6  | Каркалай         | деревня                      | ↘6        |
| 7  | Кисели           | деревня                      | ↘2        |
| 8  | Мельниченки      | деревня                      | ↘33       |
| 9  | Мухино           | деревня                      | ↘79       |
| 10 | Огородники       | деревня                      | ↘9        |
| 11 | Осипинцы         | деревня                      | →0        |
| 12 | Полянцы          | деревня                      | →0        |
| 13 | Савастьяновцы    | деревня                      | →0        |
| 14 | Старый Кеновай   | деревня                      | ↘18       |
| 15 | Черныши          | деревня                      | →7        |
| 16 | Чумаки           | деревня                      | ↘20       |
| 17 | Шахрово          | деревня                      | →13       |
| 18 | Шаши             | деревня                      | ↗1        |